# Otlophorus fissus
Otlophorus fissus är en stekelart som först beskrevs av Léon Abel Provancher 1879.  Otlophorus fissus ingår i släktet Otlophorus och familjen brokparasitsteklar. Inga underarter finns listade i Catalogue of Life.